# 尋秦記 (電影)
《尋秦記》（英語：Back to the Past）是一部香港科幻古裝電影，改編自黃易的同名小說，2001年無綫電視劇集《尋秦記》的續篇，由吳炫輝和黎震龍執導，張家魯編劇，並沿用《尋秦記》劇集原演員，由古天樂、林峯、宣萱、郭羨妮、滕麗名和鄭雪兒主演。於2019年4月在貴州都勻秦漢影視城拍攝，並於同年7月7日殺青。

## 劇情
故事發生在《尋秦記》電視劇大結局的十九年後，以Max为首的亡命徒五人组，在意外穿越到戰國時期，並介入了秦國與齊國之戰，他們利用現代作戰技巧力挫秦軍。秦王嬴政不得不尋求歸隱多年的師父項少龍出山相助。在红颜知己善柔和棄暗投明的Galie等人幫助下，項少龍發現了Max更大的陰謀，複製秦王嬴政的樣貌，並且取而代之。家人的安危，秦王的期許，亡命徒們的瘋狂計劃，等待項少龍的是一場非勝不可的大冒險。

## 演員
| 演員   | 角色       | 簡介         |
| 古天樂 | 項少龍     |              |
| 林峯   | 趙盤／嬴政 |              |
| 宣萱   | 烏廷芳     |              |
| 郭羨妮 | 琴清       |              |
| 唐詩詠 | 紀嫣然     |              |
| 滕麗名 | 善柔       |              |
| 鄭雪兒 | 趙倩       |              |
| 朱鑑然 | 項寶兒     |              |
| 林家棟 | 趙丹       | （特別演出） |
| 苗僑偉 |            | （特別演出） |
| 張繼聰 |            |              |
| 歐瑞偉 | 陶方       |              |
| 黃文標 | 滕翼       |              |
| 廖啟智 | 烏有博士   |              |
| 鄧一君 | 李小超     |              |
| 洪天明 |            |              |
| 白百何 |            |              |
| 楊宇騰 |            |              |
| 熊洋   |            |              |
| 陳浚霆 |            |              |
| 陶枳樽 |            |              |

## 製作

### 發展
2001年電視劇劇《尋秦記》播出後，古天樂深受此劇影響，並將原作者黃易視為恩師，多年來念念不忘其知遇之恩。自此，他一直計劃將《尋秦記》改編為電影。2017年，天下一電影正式購入《尋秦記》的電影改編版權，開啟電影版的籌備工作。
2018年3月，天下一電影在《香港影視博覽2018》上正式宣佈電影版《尋秦記》開拍計劃，由黎震龍執導，主演包括古天樂、林峯及宣萱，並確認沿用原劇部分演員陣容。古天樂親自參與籌備，力求保留原劇精髓，同時為電影版注入新元素。
2019年3月，天下一電影在《香港影視博覽2019》上進一步公佈演員陣容，確認郭羨妮、滕麗名及鄭雪兒回歸出演，並新增吳炫輝擔任聯合導演。古天樂透露，電影劇情將與電視劇有所不同，旨在為觀眾帶來新鮮感，同時保留原著精神。此外，電影製作團隊強調視覺效果與服裝設計，力求呈現更具歷史感的秦朝背景。

### 拍攝
電影於2019年底正式開機，主要在香港及內地取景，拍攝過程歷時約四個月。為還原秦朝場景，劇組搭建了多個大型實景，並結合電腦特效技術，打造戰爭場面與古代宮殿的恢弘氣勢。拍攝期間，古天樂親自監督製作細節，確保電影質量，並與主要演員多次討論角色詮釋，以保留原劇角色的神韻。
2020年初，受2019冠狀病毒病疫情影響，拍攝工作曾短暫中斷，但劇組迅速調整日程，於同年年中完成餘下拍攝。後期製作包括特效處理及配樂，耗時近一年，力求達到國際水準。

## 發行
2021年3月16日，天下一電影在《香港國際影視展2021》上發佈電影首條40秒先導預告片及多張劇照，引起廣泛關注。預告片展示了古天樂飾演的項少龍與林峯飾演的嬴政激烈對決，勾起觀眾對原劇的回憶。
2023年3月13日，天下一電影公佈2023年電影片單，確認《尋秦記》為重點項目之一，並計劃於2024年上映。然而，因後期製作進度調整，電影最終定檔2026年元旦上映。2025年5月29日，古天樂在林峯演唱會上宣佈此消息，並與林峯合唱經典歌曲《天命最高》，為電影造勢。

## 軼事
- 古天樂親自邀請原劇台前幕後人員參與電影版製作，力求保留《尋秦記》的經典氛圍。惟江華因不願重演相同角色，婉拒回歸飾演連晉/嫪毐。江華在原劇中飾演的連晉/嫪毐已於第40集被嬴政處死[11]。
- 電影版中，項少龍再次穿上原劇第3集中出現的白色公仔T恤。為呈現歲月痕跡，劇組特意重新製作T恤，並將圖案顏色調淡，拒絕使用市面現成的仿製品[12]。
- 電影為廖啟智的遺作之一，亦是他與古天樂的最後一次合作。廖啟智在片中飾演重要角色，其精湛演技備受讚譽[13]。
- 宣萱與滕麗名在電影中再度合作，這是二人繼《難兄難弟》、《雷霆第一關》、《刑事偵緝檔案IV》、《尋秦記》、《彩色世界》、《老婆大人II》、《掌上明珠》及《陀槍師姐2021》後的第九次螢幕合演[14]。

## 電影歌曲
| 曲別   | 歌名         | 作曲   | 作詞 | 主唱   |
| ------ | ------------ | ------ | ---- | ------ |
| 主題曲 | 《天命最高》 | 趙增熹 | 林夕 | 古天樂 |

## 外部連結
- 尋秦記的Facebook專頁
- 尋秦記 Back To The Past的Instagram帳戶
- 香港影庫上《尋秦記》的資料（繁體中文）
- 豆瓣电影上《尋秦記》的資料 （简体中文）
- 时光网上《尋秦記》的資料（简体中文）
- 開眼電影網上《尋秦記》的資料（繁體中文）
- 雅虎香港電影上《尋秦記》的資料（繁體中文）